# マルハチ (山形)
株式会社マルハチは、山形県東田川郡庄内町に本社を置く日本の食品業者。『山形のだし』を商標登録している。

## 概要
1914年3月に創業者である阿部八十八（あべ やそはち）が味噌の製造業として創業した。創業時の商号は「黄金屋」。
以後、味噌漬け、沢庵漬け、浅漬けへと事業内容を変化させ、現在では、研究開発型の漬物メーカーとして商品の開発および販売を行っている。
主な商品として、「雪ん娘」「若もぎ小茄子」「りんご茄子」「山形のだし」が挙げられる。

## 沿革
- 1914年3月 味噌の醸造および小売業の「黄金屋」として創業
- 1961年 社名をマルハチ味噌醤油醸造株式会社に改名
- 1972年 社名を株式会社マルハチに改名
- 1996年 国税庁から優良申告法人として表敬される
- 1997年 山新3P賞の「繁栄賞」を受賞
- 2001年 第16回優良ふるさと食品中央コンクールにて「山形のだし」が農林水産省総合食料局長賞を受賞
- 2002年 第10回山形県漬物展示品評会にて「若もぎ小茄子」が東北農政局長賞を、「まるっこ」が山形県知事賞を、「山形のだし」が全日本漬物協同組合連合会長賞 をそれぞれ受賞